# Mampalon
Mampalon (Cynogale bennettii) je druh cibetkovité šelmy žijící v jihovýchodní Asii. Patří do monotypického rodu pojmenovaného Cynogale podle řeckých slov κυνος (pes) a γαλή (lasička). Druhové jméno bennettii dostal podle britského zoologa Edwarda Turnera Bennetta.
Vede semiakvatický způsob života a nevzdaluje se příliš od vody, dokáže však také zdatně šplhat po stromech. Obývá převážně nížinné deštné pralesy s rašeliništi, i když byl zastižen i ve výškách přes 1000 m n. m. Areál rozšíření zahrnuje Malajský poloostrov, Sumatru a Borneo. Existují také vysoce pochybné zprávy o populaci na území Vietnamu, která bývá označována za poddruh (či druh) C. b. lowei. Mampalon je nočním živočichem, živí se rybami, ptáky, měkkýši, korýši i ovocem. Vzhledem ke skrytému způsobu života je o jeho rozmnožování známo jen málo, podle pozorování se v jednom vrhu rodí dvě až tři mláďata. 
Srst mampalona je hustá, nepropouští vodu a má tmavé šedohnědé zbarvení. Živočich dosahuje délky 70–90 cm včetně ocasu a hmotnosti od tří do pěti kilogramů. Oproti jiným cibetkám má zavalité tělo a relativně krátkou hlavu a ocas. K charakteristickým znakům patří také dlouhé bílé vibrisy. Na zadních končetinách má plovací blány. Jako adaptace na vodní prostředí jsou nozdry uzavíratelné a nacházejí se v horní části tlamy; z toho pochází nedoložené tvrzení, že mampalon číhá na kořist těsně pod hladinou jako krokodýl.
Podle odhadů poklesla populace v důsledku ztráty habitatu za poslední tři generace o více než polovinu a mampalon je proto řazen k ohroženým druhům.